# Le piacevoli notti
Le piacevoli notti (în engleză The Facetious Nights of Straparola, 1550-1555) este o antologie în două volume de 75 de povestiri ale autorului italian și colecționar de basme Giovanni Francesco Straparola. Cartea este structurată după Decameronul lui Boccaccio și reprezintă prima carte de povestiri europeană care conține basme; ulterior, a influențat autori de basme, precum Charles Perrault și Jacob și Wilhelm Grimm.

## Scriere și publicare
Le piacevoli notti a fost publicată pentru prima dată în Italia între 1550-1553 și conținea 74 de povestiri. Primele 25 de povestiri au fost publicate în Veneția în 1550. Având în vedere succesul de care s-a bucurat atunci cartea sa, Straparola a publicat alte 48 de povestiri în 1553. În 1555 povestirile au fost publicate într-un singur volum, în care una dintre povești a fost înlocuită cu două povești noi, ajungând astfel la un total de 75. Cartea a fost tradusă în spaniolă în 1583. În 1624 a fost inclusă în Index librorum prohibitorum (Indexul cărților interzise).

## Structură
Cartea a fost întocmită după Decameronul lui Boccaccio, cu o povestire în ramă, dar a avut o abordare inovatoare, incluzând și basme și povestiri populare. În povestirea în ramă, participanții la o petrecere de pe insula Murano, lângă Veneția, își spun reciproc povești care variază de la obscen la fantastic. Naratorii sunt în mare parte femei, în timp ce bărbații, printre care se numără și învățați celebri precum Pietro Bembo și Bernardo Cappello, ascultă. Cele 74 de povestiri originale sunt spuse pe parcursul a 13 nopți, cinci povești sunt spuse în fiecare noapte, cu excepția celei de-a opta nopți (șase povești) și a celei de-a treisprezecea nopți (treisprezece povești). Fiecare noapte începe cu dansuri și cântece și se termină cu o ghicitoare sau enigmă. Printre poveștile spuse, sunt povești populare și basme (aproximativ 15), povestiri în stilul lui Boccaccio cu intrigă și înșelăciuni, dar și povești tragice și eroice.
Cele 15 basme au influențat autorii de mai târziu, unele dintre ele devenind celebre, precum „Motanul încălțat”, „Frumoasa și bestia” sau „Povestea celor trei urși”. Multe au fost ulterior culese sau repovestite în Pentamerone de Giambattista Basile (1634-1636) și în Basmele Fraților Grimm (1812-1815).
Basmele din Le piacevoli notti sunt enumerate de Jack Zipes, specialist în literatură comparată, basme și povești populare:
- „Cassandrino” („Maestrul Hoț”) [1: 20–27]
- „Pre Scarpafico” („Preotul Scarpafico”) [1: 28–34]
- „Tebaldo” („Doralice”) [1: 35–44]
- „Galeotto” („Regele Porc” sau „Prințul Porc”) [1: 58–66]
- „Pietro” („Petru nebunul”) [1: 102–110]
- „Biancabella” („Biancabella și șarpele”) [1: 125–139]
- „Fortunio” („Fortunio și sirena”) [1: 140–152]
- „Ricardo” („Costanza/Costanzo”) [1: 167–178]
- „Aciolotto” [1: 186–198]
- „Guerrino” („Guerrino și sălbaticul”) [1: 221–236]
- „I tre fratelli” („Cei trei frați”) [2: 71–74]
- „Maestro Lattantio” („Ucenicul croitorului”) [2: 102–110]
- „Cesarino” („Cesarino ucigașul de dragoni”) [2: 182–191]
- „Soriana” („Costantino Fortunato”) [2: 209–214]

Numerele dintre paranteze se referă la volumul și paginile din ediția Straparola 1894. „Livoretto” [1: 110–125] și „Adamantina și păpușa” [1: 236–245] nu sunt incluse.

## Adaptare
În 1966 a fost regizat un film cu același titlu, de către Armando Crispino și Luciano Lucignani, rolurile principale fiind interpretate de Vittorio Gassman, Ugo Tognazzi și Gina Lollobrigida.